# Book I
Book I — спільний студійний альбом американського репера Pastor Troy і дуету The Congregation, виданий лейблом Hendu Records 11 липня 2000 р. Зведення: Джарвіс Блекшир. Бек-вокал: Дарнелл Філліпс (№ 6). Додаткова бас-гітара, гітара, клавішні: Кевін Гейвуд (на всіх треках). Мастеринг: Родні Міллс на Master House Studios (Атланта, штат Джорджія).

## Список пісень
| #   | Назва                                                     | Продюсер(и) | Тривалість |
| --- | --------------------------------------------------------- | ----------- | ---------- |
| 1.  | «The Intro (Walk Like Y'all Talk It)»                     | S.M.K.      | 4:31       |
| 2.  | «Ghetto Raised»                                           | S.M.K.      | 4:50       |
| 3.  | «The Congregation»                                        | S.M.K.      | 4:22       |
| 4.  | «Down South Nigga fa Life»                                | S.M.K.      | 2:50       |
| 5.  | «Havin' a Bad Day»                                        | Pastor Troy | 4:53       |
| 6.  | «Look What I'm Going Thru» (з участю Kingpin Skinny Pimp) | S.M.K.      | 5:04       |
| 7.  | «Throw Dem Bows» (з участю Mica B)                        | S.M.K.      | 5:03       |
| 8.  | «Get Em Up» (з участю Lil Pete з D.S.G.B.)                | S.M.K.      | 5:03       |
| 9.  | «Dirty South Affiliates»                                  | S.M.K.      | 3:31       |
| 10. | «No Mo Play in G.A.»                                      | S.M.K.      | 5:00       |

## Чартові позиції
| Чарт                      | Найвища позиція |
| ------------------------- | --------------- |
| US Billboard 200          | 102             |
| US Top Heatseekers        | 1               |
| US Top R&B/Hip-Hop Albums | 19              |